# Roundheads

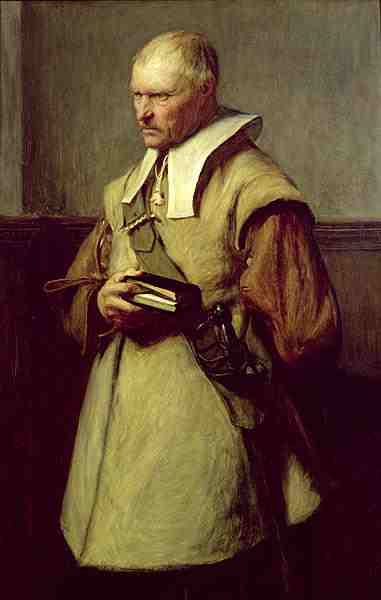
Schilderij van een roundhead door John Pettie

Roundheads was de spottende benaming die werd gegeven aan de parlementsgezinden ten tijde van de Engelse Burgeroorlog (1642-1651). De benaming bleef in gebruik voor mensen met republikeinse neigingen tot aan de Glorious Revolution van 1688. Hun tegenstanders, de koningsgezinden, stonden bekend onder de bijnaam cavaliers, een benaming die ook als spotnaam was ontstaan, maar als geuzennaam door hen werd overgenomen.

## Achtergrond
De uit verschillende religieuze en politieke groeperingen bestaande parlementaire partij onder leiding van de puriteinse leider John Pym en later Lord Protector Oliver Cromwell voerde een politieke en militaire strijd tegen de aanhangers van koning Karel I van Engeland.

## Haardracht
De term roundheads verwijst naar het door de meeste aanhangers van de republikeinen gedragen kapsel, dat vrij kort rond het hoofd en boven de oren geschoren was. De puriteinen waren voorstanders van een eenvoudig en ingetogen leven. Dit in tegenstelling tot de meer flamboyante cavaliers, die het haar meestal in lange krullen lieten vallen, hetgeen door hun tegenstanders werd gezien als een verwijfde dracht die volgens hen paste aan het hof van koning Karel I van Engeland. De haardracht was een op zich futiel verschil, maar de benamingen schetsten wel het verschil tussen de strijdende facties.

## Ontstaan van de naam
Er zijn verschillende theorieën in omloop over het ontstaan van de naam roundheads:
- Volgens de historicus John Rushworth werd het woord voor het eerst gebruikt op 27 december 1641 door een ex-officier tijdens een rel van die tijd. Hij zou zijn zwaard hebben getrokken met de woorden dat hij "de keel zou afsnijden van die round-headed dogs die een grote bek opzetten tegen de bisschoppen."
- De puriteinse theoloog Richard Baxter schrijft de term toe aan Henriëtta Maria van Frankrijk, de echtgenote van Karel I, die zich bij de executie van de graaf van Strafford afvroeg wie die roundheaded man was, doelend op de puriteinse leider John Pym.